# Лебедєва (Верхотурський міський округ)
Ле́бедєва (рос. Лебедева) — присілок у складі Верхотурського міського округу Свердловської області.
Населення — 48 осіб (2010, 75 у 2002).
Національний склад населення станом на 2002 рік: росіяни — 90 %.